# Microregione di Baía da Ilha Grande
Baía da Ilha Grande è una microregione dello Stato di Rio de Janeiro in Brasile, appartenente alla mesoregione di Sul Fluminense.

## Comuni
Comprende 2 municipi:
- Angra dos Reis
- Parati